# Ouassim Oumaiz
Ouassim Oumaiz Errouch (Nerja, 30 de marzo de 1999) es un atleta español especializado en pruebas de fondo y campo a través.
En 2024 fue sancionado tras dar positivo en un control antidopaje. Cumplirá su sanción en junio de 2028.

## Biografía
Oumaiz empezó a correr entrenado por su padre, Abderrahim, antiguo atleta, aunque pasó a entrenar con Antonio Serrano en 2017.
A finales de 2018 consiguió la medalla de plata en el Campeonato de Europa Sub-20 de campo a través, por detrás de Jakob Ingebrigtsen. Unos meses después, ya en 2019, venció en la prueba absoluta del Campeonato de España, con lo que, a sus 19 años, se convirtió en el campeón de España de campo a través más joven de la historia. En el Campeonato del Mundo también fue el primer español, acabando en 20.ª posición.
No pudo competir durante la temporada de verano debido a una fractura en el sacro. Sin embargo, reapareció a final de año con una victoria en el importante Cross de Atapuerca. Esta victoria hizo que la Asociación Europea de Atletismo lo eligiera mejor atleta europeo del mes de noviembre.
Tras no haber podido competir en pista el año anterior, en 2020 batió la mejor marca de España sub-23 de los 3000 en pista cubierta durante el mitin de Madrid. En el mes de julio consiguió batir su primer récord nacional absoluto, el de 5 km en ruta, en una prueba disputada en la localidad holandesa de Nimega. En agosto batió el récord nacional sub-23 de 5000 metros. A finales de año se convirtió en el primer atleta español en fichar por el NN Running Team, que cuenta en sus filas con varios de los mejores fondistas del mundo.
En 2023 debutó como internacional español absoluto en pista, logrando llegar a la final de los 5000 m en el Campeonato del Mundo.
En marzo de 2024, se desveló que había dado positivo por GHRP-2 (o Pralmorelina), un péptido de la hormona del crecimiento, en un control antidopaje, lo que acarreaba una sanción entre dos y cuatro años. Finalmente, se confirmó una sanción de cuatro años, hasta junio de 2028.

## Competiciones internacionales
| Representando a España | Representando a España      | Representando a España | Representando a España | Representando a España | Representando a España |
| Año                    | Competición                 | Sede                   | Puesto                 | Prueba                 | Marca                  |
| ---------------------- | --------------------------- | ---------------------- | ---------------------- | ---------------------- | ---------------------- |
| 2016                   | Campeonato Europeo Sub-18   | Tiflis                 | 7.º                    | 3000 m                 | 8:29.75                |
| 2017                   | Campeonato Europeo de Cross | Šamorín                | 23.º                   | Sub-20                 | 19:10                  |
| 2018                   | Campeonato Europeo de Cross | Tilburg                | 02 ! [ n 2 ]           | Sub-20                 | 18:09                  |
| 2023                   | Campeonato Mundial          | Budapest               | 16.º                   | 5000 m                 | 13:31.99               |

1. ↑   por equipos
2. ↑   también por equipos

## Marcas personales
| Prueba | Marca    | Lugar          | Fecha                    |
| ------ | -------- | -------------- | ------------------------ |
| 1500 m | 3:36.83  | Nerja          | 12 de mayo de 2021       |
| 3000 m | 7:40.62  | Barcelona      | 22 de septiembre de 2020 |
| 5000 m | 13:06.42 | Heusden-Zolder | 15 de julio de 2023      |
| 5 km   | 13:19    | Nimega         | 19 de julio de 2020      |
| 10 km  | 28:35    | Madrid         | 31 de diciembre de 2020  |

| Prueba | Marca   | Lugar  | Fecha                 |
| ------ | ------- | ------ | --------------------- |
| 1500 m | 3:47.41 | Orense | 4 de marzo de 2018    |
| 3000 m | 7:44.39 | Madrid | 21 de febrero de 2020 |

1. ↑  En categoría sub-23

## Récords
En la actualidad, Ouassim Oumaiz posee cinco récords de España en distintas categorías.

### Récords absolutos
- 5 km en ruta (13:19)

### Récords sub-23
- 5000 m (13:13.14)
- 5 km en ruta (13:19)
- 10 km en ruta (28:35)
- 3000 m en pista cubierta (7:44.39)